# آناناس (توکانتینس)
آناناس (به پرتغالی: Ananás) یک منطقهٔ مسکونی در برزیل است که در توکانتینس واقع شده‌است. آناناس ۱٬۵۷۷ کیلومتر مربع مساحت و ۹٬۴۹۲ نفر جمعیت دارد.